# Marathon van Seoel 2014
De marathon van Seoel 2014 werd gelopen op zondag 16 maart 2014. Het was de 70e editie van deze marathon.
Bij de mannen was het Yacob Jarso uit Ethiopië, die de wedstrijd in een tijd van 2:06.17 won. Hij was de eerste Ethiopische winnaar in de geschiedenis van de loop en had bij de finish zeven seconden voorsprong op de als tweede aankomende Keniaan Stephen Chemlany. Jarso won hiermee $ 257.000 aan prijzengeld. Bij de vrouwen zegevierde de Keniaanse Helah Kiprop. Zij finishte in 2:27.29, zestien seconden sneller dan haar naaste rivale Ashu Kasim uit Ethiopië.

## Uitslagen

### Mannen
| rang   | naam             | land | tijd    |
| ------ | ---------------- | ---- | ------- |
| Goud   | Yacob Jarso      | ETH  | 2:06.17 |
| Zilver | Stephen Chemlany | KEN  | 2:06.24 |
| Brons  | Gilbert Kirwa    | KEN  | 2:06.44 |
| 4      | Tariku Jufar     | ETH  | 2:07.02 |
| 5      | Abraham Cherkos  | ETH  | 2:07.08 |
| 6      | James Kwambai    | KEN  | 2:07.38 |
| 7      | Mark Korir       | KEN  | 2:10.21 |
| 8      | Feyisa Bekele    | ETH  | 2:11.03 |
| 9      | Rachid Kishri    | MAR  | 2:12.48 |
| 10     | Jeong-Seob Shim  | KOR  | 2:14.19 |
| 11     | Eliud Kiptanui   | KEN  | 2:14.41 |
| 12     | Jairus Chanchima | KEN  | 2:14.53 |
| 13     | Min Kim          | KOR  | 2:15.40 |
| 14     | Abraham Girma    | ETH  | 2:15.44 |
| 15     | Ji-Hoon Seong    | KOR  | 2:16.04 |
| 16     | Sung-Ha Kim      | KOR  | 2:16.14 |
| 17     | Dereje Abera     | ETH  | 2:16.36 |
| 18     | Chi-Ung Yu       | KOR  | 2:16.45 |
| 19     | Ji-Ho Kim        | KOR  | 2:17.13 |
| 20     | Akinori Iida     | JPN  | 2:18.53 |
| 21     | Jin-Hyeong Jeong | KOR  | 2:19.11 |
| 22     | Yo-Han Park      | KOR  | 2:19.21 |
| 23     | William Salgado  | BRA  | 2:19.51 |
| 24     | Anthony Wambugu  | KEN  | 2:20.10 |

### Vrouwen
| rang   | naam                    | land | tijd    |
| ------ | ----------------------- | ---- | ------- |
| Goud   | Helah Kiprop            | KEN  | 2:27.29 |
| Zilver | Ashu Kasim              | ETH  | 2:27.45 |
| Brons  | Helalia Johannes        | NAM  | 2:28.27 |
| 4      | Seong-Eun Kim           | KOR  | 2:29.31 |
| 5      | Azalech Masresha        | ETH  | 2:29.47 |
| 6      | Bo-Ra Choi              | KOR  | 2:32.43 |
| 7      | Ho-Sun Park             | KOR  | 2:38.23 |
| 8      | Kyong-Sun Choi          | KOR  | 2:39.10 |
| 9      | Soon-Jeong Baek         | KOR  | 2:39.21 |
| 10     | Aleksandra Zhavoronkova | RUS  | 2:40.54 |
| 11     | Su-Jin Kim              | KOR  | 2:44.12 |
| 12     | Hyun-Ji Jung            | KOR  | 2:46.18 |
| 13     | Yuki Sarada             | JPN  | 2:49.05 |

1964 ·
1965 ·
1966 ·
1967 ·
1968 ·
1969 ·
1970 ·
1971 ·
1972 ·
1973 ·
1974 ·
1975 ·
1976 ·
1977 ·
1978 ·
1979 ·
1980 ·
1981 ·
1982 ·
1983 ·
1984 ·
1985 ·
1986 ·
1987 ·
1988 ·
1989 ·
1990 ·
1991 ·
1992 ·
1993 ·
1994 ·
1995 ·
1996 ·
1997 ·
1998 ·
1999 ·
2000 ·
2001 ·
2002 ·
2003 ·
2004 ·
2005 ·
2006 ·
2007 ·
2008 ·
2009 ·
2010 ·
2011 · 
2012 · 
2013 · 
2014 · 
2015 · 
2016 ·  
2017